# Fabián Robles
Carlos Fabián López González (León, Guanajuato, 16 de abril de 1974), conocido como Fabián Robles. 
Es un actor mexicano, hijo del también actor Fernando Robles, a la edad de ocho años se mudan a vivir a la Ciudad de México donde comienza sus estudios de Teatro.
En 1992 ingresa al Centro de Educación Artística de Televisa, hace su debut en 1994 como protagónico al participar en la telenovela El vuelo del águila con el papel de Porfirio Díaz. Ese mismo año conoce en la escuela de Actuación a la cantante, bailarina y coreógrafa Martha Ivette Ruiz quien era integrante del Grupo "Las Nenas" al lado de las hermanas Menchaca, Penelope, Soraya y Vanessa.
Se casa con Martha en 1995. 
Entre sus papeles se destacan, Primer Amor: a mil X hora, Apuesta por un amor, La verdad oculta, Muchachitas como tú, Al diablo con los guapos, La que no podía amar y La malquerida entre otras. pero también se destacó como un actor de carácter demostrándolo en la telenovela Tres Mujeres.
También ha participado en un sinfín de Obras de Teatro como Aventurera y Las mariposas son libres. En cine se destaca la película Guadalupe una Coproducción  México-España.

## Filmografía

### Cine
- Juan y Vanesa (2018) - Juan
- Flores Magón (2008) - Ricardo Flores Magón
- Guadalupe (2006) - Diego
- La troca de Sinaloa (2005) - Julián Garza

### Televisión
| Año       | Título                          | Personaje                                                        |
| --------- | ------------------------------- | ---------------------------------------------------------------- |
| 1994      | El vuelo del águila             | Porfirio Díaz (joven)                                            |
| 1995      | Bajo un mismo rostro            | Teo                                                              |
| 1995-1996 | Lazos de amor                   | Genovevo "Geno" Ramos                                            |
| 1996      | La antorcha encendida           | José                                                             |
| 1996-1997 | Te sigo amando                  | Óscar Enojosa                                                    |
| 1997      | Amada enemiga                   | Marcos Benitez                                                   |
| 1997-1998 | Mi pequeña traviesa             | Martín Aguirre                                                   |
| 1999-2000 | Tres mujeres                    | Ángel Romero / José Ángel Belmont                                |
| 2000-2001 | Primer amor a mil por hora      | Santiago García "La Iguana"                                      |
| 2001-2006 | Mujer, casos de la vida real    | Varios personajes                                                |
| 2002      | Entre el amor y el odio         | José Alfredo Moreno                                              |
| 2002-2003 | Clase 406                       | Giovanni Ferrer Escudero                                         |
| 2004      | Amy, la niña de la mochila azul | Bruno Cervantes                                                  |
| 2004-2005 | Apuesta por un amor             | Álvaro Montaño                                                   |
| 2005      | Contra viento y marea           | Jerónimo Bracho                                                  |
| 2005      | Vecinos                         | Gervacio "Charro Negro" - Episodio: "Mejor no celebremos México" |
| 2006      | La verdad oculta                | Roberto Zárate                                                   |
| 2007      | Muchachitas como tú             | Federico Cantú                                                   |
| 2007-2008 | Al diablo con los guapos        | Rigoberto Tamayo                                                 |
| 2008-2017 | La rosa de Guadalupe            | Varios personajes                                                |
| 2008-2009 | Mañana es para siempre          | Vladimir Piñeiro                                                 |
| 2010      | Mujeres asesinas                | Pitayo - Episodio: "Las Cotuchas, Empresarias"                   |
| 2010      | Soy tu dueña                    | Felipe Santibáñez                                                |
| 2011      | El equipo                       | Oficial Mateo Acona                                              |
| 2011-2012 | La que no podía amar            | Efraín Ríos                                                      |
| 2012-2016 | Como dice el dicho              | Varios personajes                                                |
| 2013      | Mentir para vivir               | Piero Verástegui                                                 |
| 2014      | La malquerida                   | Braulio Jiménez "El Rubio"                                       |
| 2015      | Que te perdone Dios             | Julio Acosta/ Julián Acosta                                      |
| 2016-2017 | La candidata                    | José Montero                                                     |
| 2017      | Nosotros los guapos             | Jonás - Episodio: "Quien mato a Don Nacho"                       |
| 2017      | En tierras salvajes             | Víctor Tinoco                                                    |
| 2018      | Por amar sin ley                | Lorenzo Pérez                                                    |
| 2018      | Y mañana será otro día          | Adrián Sarmiento                                                 |
| 2019      | Esta historia me suena          | Ricardo - Episodio: "Bajo el agua"                               |
| 2022      | Amor dividido                   | Kevin Hernández                                                  |
| 2022-2023 | Mi camino es amarte             | Aarón Peláez                                                     |
| 2023      | El príncipe del barrio          | El chiquilín - Invitado                                          |

### Teatro
- Desaparición forzada -teatro en corto  (2016)[2]
- Correo de inocentes (2012) - Paulino
- Panorama desde el puente (2012)[3]
- Somos[4]

## Premios y nominaciones

### Premios TVyNovelas
| Año  | Categoría                  | Telenovela                 | Resultado |
| ---- | -------------------------- | -------------------------- | --------- |
| 2018 | Mejor actor de reparto     | En tierras salvajes        | Nominado  |
| 2015 | Mejor actor de reparto     | La malquerida              | Nominado  |
| 2008 | Mejor actor antagónico     | Muchachitas como tú        | Nominado  |
| 2005 | Mejor actor antagónico     | Apuesta por un amor        | Ganador   |
| 2001 | Mejor actor de reparto     | Primer amor a mil por hora | Nominado  |
| 1995 | Mejor revelación masculina | El vuelo del águila        | Nominado  |